# WMB CFe 4/4

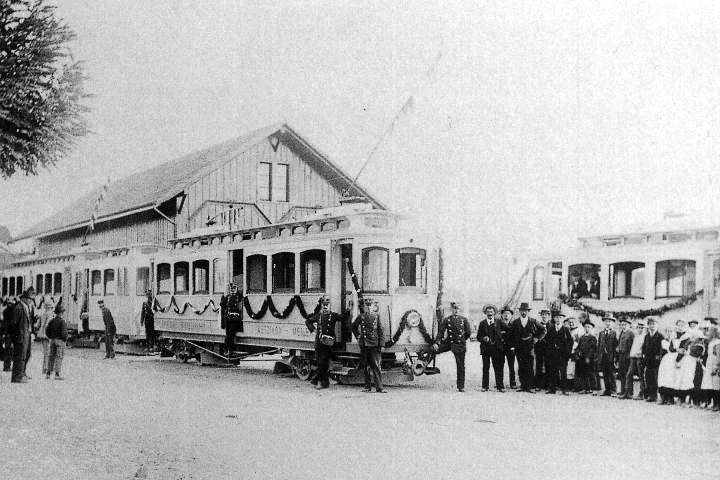
Wetzikon am 1. Oktober 1903. In der Bildmitte ein Triebwagen CFe 4/4 anlässlich der Einweihung der WMB.

CFe 4/4 ist die Bezeichnung für die drei Triebwagen der von 1903 bis 1950 existierenden Wetzikon–Meilen-Bahn (WMB). Die Motorwagen wurden von der Schweizerischen Industrie-Gesellschaft (SIG) und der Maschinenfabrik Oerlikon (MFO) erbaut. Ihre Länge über Puffer betrug 14 m, ihre Breite 2,20 m und ihre maximale Höhe 3,76 m. Ihr Gewicht betrug 21 Tonnen. Sie enthielten je 18 Sitzplätze im Raucher- und im Nichtraucherabteil, 6 Klappsitze im ca. 4 m² grossen Gepäckabteil und 6 Stehplätze auf der hinteren Plattform. Sie waren mit je 4 Motoren 900 V 70 PS ausgerüstet und für eine Geschwindigkeit von 25 km/h zugelassen. 
Nach der Einstellung 1950 wurden Wagen 1 abgebrochen und die Wagen 2 und 3 der Iserlohner Kreisbahn verkauft. Um 1957 dürften sie dort überflüssig geworden sein. So blieb kein Exemplar der Nachwelt erhalten.
Der Museumstriebwagen Nr. 2, Baujahr 1903, verkehrte bis 1975 als CFZe 4/4 bei der Trogenerbahn (TB). Er wurde, da bauartgleich mit den Triebwagen der Wetzikon–Meilen-Bahn, von freiwilligen Helfern des Vereins Tram-Museum Zürich übernommen und optisch als CFe 4/4 Nummer 2 der Wetzikon–Meilen-Bahn in den Jahren 1986 und 1987 aufgearbeitet. Als nicht mehr fahrfähiges Denkmal steht er seit 1992 sichtbar in einem Mausoleum hinter Glasfenster des Direktionsgebäudes der Verkehrsbetriebe Zürichsee und Oberland in Grüningen, unmittelbar bei der Bushaltestelle Grüningen Station.